# Pulvinaria mammeae
Pulvinaria mammeae är en insektsart som beskrevs av William Miles Maskell 1895. Pulvinaria mammeae ingår i släktet Pulvinaria och familjen skålsköldlöss. Inga underarter finns listade i Catalogue of Life.